# Parachironomus gillespieae
Parachironomus gillespieae är en tvåvingeart som beskrevs av Spies 2000. Parachironomus gillespieae ingår i släktet Parachironomus och familjen fjädermyggor.
Artens utbredningsområde är Idaho. Inga underarter finns listade i Catalogue of Life.